# Freie Waldorfschule St. Georgen
Die Freie Waldorfschule St. Georgen ist eine Schule in freier Trägerschaft, deren Grundlage die Waldorfpädagogik Rudolf Steiners ist. Sie befindet sich im Freiburger Stadtteil St. Georgen.
Die Schule besteht seit dem Jahr 1973. Neben der FWS Freiburg St. Georgen gibt es in Freiburg noch die FWS Freiburg Wiehre und die FWS Freiburg Rieselfeld. Wie alle deutschen Waldorfschulen, ist sie Mitglied im Bund der Freien Waldorfschulen. Es ist eine zweizügige Schule mit in der Regel 24 Schülern pro Klasse.
Neben dem Regelschulbetrieb gibt es einen Hort für die Kinder bis zur 4. Klasse mit Vormittags- oder Nachmittagsbetreuung, sowie eine Cafeteria, die an den Schultagen warme Mahlzeiten anbietet.

## Schulareal
Die FWS Freiburg St. Georgen besteht aus zwei Gebäudekomplexen. Die Schule besitzt zwei Sporthallen, eine Außensportanlage, drei Eurythmiesäle, einen Schulgarten, einen Werkstatthof, zwei Horthöfe und einen Festsaal.

## Geschichte
Im Jahr 1972 wurde der Waldorfschulverein Breisgau e. V. gegründet. Der Unterricht startete am 5. September 1973 mit 29 Erstklässlern zunächst in der Holbeinstraße als Parallelzug der FWS Freiburg Wiehre. 1975 bezog man die ehemaligen Verwaltungs- und Werkstattgebäude der 1944 stillgelegten Eisenerzzeche „Grube Schönberg“, das spätere Albertus-Magnus-Haus,. Die Schule wuchs jedes Jahr um eine neue Erste Klasse, wodurch der Bedarf an mehr Räumen stieg. Das Lehrerkollegium entschied sich gegen einen Erweiterungs- und für einen Neubau, der 1985 in der Bergiselstraße fertiggestellt und bezogen wurde. Ein Zusätzlicher Bau für Festsaal und weitere Klassenzimmer für € 5,6 Mio. wurde 2008 fertiggestellt.

## Unterricht

### Sprachunterricht
Ab dem ersten Schuljahr werden die beiden Fremdsprachen Englisch und Russisch unterrichtet. Außerdem besteht seit dem Schuljahr 2015/2016 die Möglichkeit ab der 9. Klasse Spanisch als zweite Fremdsprache zu wählen. Die Schule unterstützt manchmal Schüler, darin einen Auslandsaufenthalt durchzuführen. In begründeten Fällen können Schüler ab der 9. Klasse von einer Fremdsprache befreit werden. In den Sprachen Russisch und Englisch kann die Abiturprüfung abgelegt werden. Zum Erreichen den Mittleren Reife und der Fachhochschulreife kann eine Sprache abgelegt werden. Auch mit der Fremdsprache Spanisch kann man das Abitur absolvieren.

### Handwerklicher Unterricht
An der FWS Freiburg St.Georgen gibt es Unterricht in verschiedenen spezifischen handwerklichen Bereichen. Dazu gehören Schreinern, Schmieden, Holzbearbeitung, Korbflechten, Malen und Zeichnen, Gartenbau, Kupfertreiben, Bildhauerei, Nähen und Stricken sowie Plastik.
Um die wachsende Selbstständigkeit weiter zu fördern, besteht ab der 10. Klasse die Möglichkeit, sich in den Bereichen der Künste, des Handwerks, der Computer- und Medienkunde, der Technologie und in den Naturwissenschaften eigene Schwerpunkte zu setzen. Diese sind: Architektonisches Zeichnen, Darstellende Geometrie, Kartonage, Biologisches Praktikum, und Informatik.
In der Oberstufenzeit werden das Landwirtschafts-, das Feldmess-, das Berufs- und das Sozialpraktikum angeboten.

## COVID-19-Ausbruch und ungültige Maskenatteste
Im Zuge des bis dahin größten COVID-19-Ausbruches im Regierungsbezirk Freiburg überprüfte das zuständige Regierungspräsidium die Maskenatteste von rund 55 Schülerinnen und Schülern.
Das Regierungspräsidium kam zum Schluss, dass die vorgelegten Atteste mehrheitlich ungültig waren.

## Förderbereich
Für Schüler mit Entwicklungsbesonderheiten bietet die FWS Freiburg St.Georgen einen Förderbereich an, bestehend aus Förderlehrern, Heileurythmisten, einer Sprachgestalterin und dem Schularzt.
Es wurde begonnen, Lehrer als Streitschlichter bzw. Mobbingbeauftragte auszubilden. Ziel ist es, Oberstufenschüler als Streitschlichter zu gewinnen und gemeinsam eine Konfliktkultur auszubilden. An der Schule besteht ein Vertrauenskreis, der sich aus Eltern und Mitarbeitern zusammensetzt. Diese versuchen, Konflikte mit den jeweils Beteiligten zu klären.

## Zirkus Rosado und Rosado Big Band
Etwa 200 Schüler proben das ganze Jahr über im Zirkus Rosado. Ältere Schüler leiten jüngere Schüler an. Dieses Konzept ermöglicht zahlreiche soziale Begegnungen. Gekrönt wird diese Arbeit durch die Aufführungen im Herbst. Die große Zirkusband trägt wesentlich zum Gelingen bei.

## Persönlichkeiten

### Ehemalige Schüler
- Nadyne Saint-Cast (* 1979), Politikerin (Bündnis 90/Die Grünen)